# Elenco de O Astro (2011)
Esta é a lista do elenco de O Astro, telenovela brasileira produzida pela TV Globo  e exibida de 12 de julho a 28 de outubro de 2011. 

## Elenco
| Intérprete           | Personagem                                 | Interpretado na versão de 1977 por      |
| -------------------- | ------------------------------------------ | --------------------------------------- |
| Rodrigo Lombardi     | Herculano Quintanilha                      | Francisco Cuoco                         |
| Carolina Ferraz      | Amanda Mello Assunção                      | Dina Sfat                               |
| Marco Ricca          | Samir Hayalla                              | Rubens de Falco                         |
| Alinne Moraes        | Lilian Côrrea (Lili)                       | Elizabeth Savalla                       |
| Thiago Fragoso       | Márcio Hayalla                             | Tony Ramos                              |
| Regina Duarte        | Clotilde Sampaio Magalhães Hayalla (Clô)   | Tereza Rachel                           |
| Fernanda Rodrigues   | Josephine Mello Assunção (Jose)            | Sílvia Salgado como Joselina            |
| Henri Castelli       | Felipe Cerqueira                           | Edwin Luisi                             |
| João Baldasserini    | Henri Sorei                                | José Luiz Rodi                          |
| Humberto Martins     | Ernesto Ramirez de Oliveira (Neco)         | Flávio Migliaccio como Nestor           |
| Simone Soares        | Laura Côrrea de Oliveira                   | Ângela Leal                             |
| Antônio Calloni      | Natalino Pimentel (Natal)                  | Carlos Eduardo Dolabella como Natalício |
| Guilhermina Guinle   | Beatriz Schneider                          | Heloísa Helena                          |
| Selma Egrei          | Consolação Côrrea                          | Eloísa Mafalda                          |
| Rosamaria Murtinho   | Magda Sampaio Magalhães                    | Ida Gomes                               |
| Tato Gabus Mendes    | Amin Hayalla                               | Macedo Neto                             |
| Carolina Kasting     | Jamile Afuss Hayalla                       | Leda Borba                              |
| Bel Kutner           | Sílvia Stein                               | Mira Palheta                            |
| José Rubens Chachá   | Youssef Hayalla                            | Isaac Bardavid                          |
| Vera Zimmermann      | Nádia Cury Hayalla                         | Marilena Cury como Nadja                |
| Marcela Muniz        | Doralice Soares Quintanilha                | Cleyde Blota                            |
| Rodrigo Mendonça     | Ubiraci Peri Ubirajara                     | Edson Silva como Almeida                |
| Daniel Dantas        | Inspetor Eustáquio Novaes                  | Paulo Gonçalves como Inspetor Malvino   |
| Celso Frateschi      | Nelson Cerqueira                           | Ênio Santos como Pirilo                 |
| Francisco Cuoco      | Ferragus                                   | Personagem não exista na 1ª versão      |
| Reginaldo Faria      | Adolfo Mello Assunção (Assunção)           | Hélio Ary como Agenor                   |
| Mila Moreira         | Miriam Paranhos                            | Thelma Elita como Myrian Lambert        |
| Ricardo Duque        | Detetive Madureira                         | Edi Heath como Detetive Soares          |
| Úrsula Corona        | Detetive Elizabeth Dantas                  |                                         |
| Ellen Rocche         | Valéria Bardot (Valéria dos Santos)        | Maria Helena Velasco                    |
| Bernardo Marinho     | Alan Soares Quintanilha                    | Stepan Nercessian                       |
| Rafael Losso         | Olavo Martins                              | Betinho como Niltinho                   |
| Carolina Chalitta    | Tânia Figueiredo                           | Maria Sílvia                            |
| Hanna Romanazzi      | Luísa Belucci                              | Personagem não exista na 1ª versão      |
| Pascoal da Conceição | Inácio                                     | Zé Preá como Mordomo dos Hayala         |
| Lara Rodrigues       | Maria de Lourdes da Fé (Lourdinha)         | Rejane Schumann como Rita               |
| Izak Dahora          | Dimas dos Santos                           | Angelina Muniz como Marilyn             |
| Luca de Castro       | Joaquim Martins                            | César Augusto                           |
| Maria Pompeu         | Dalva Pimentel                             | Personagem não exista na 1ª versão      |
| Rafael Primot        | Artur Menezes                              |                                         |
| Jonas Mello          | Dr. Alberico                               | Aguinaldo Rocha como Dr. Jandir         |
| Luiz Magnelli        | Galego                                     |                                         |
| Hossen Minussi       | Zé                                         |                                         |
| Pablo Sanábio        | Pablo Banderas                             | Edson Silva como Almeidinha             |
| Frank Menezes        | Cleiton Albuquerque de Oliveira            |                                         |
| Tuna Dwek            | Nilza Mendes Penteado                      | Cecília Loyola                          |
| Natália Souto        | Maria das Dores Ferreira                   |                                         |
| Mariana Bassoul      | Carmem                                     | Zilda Pereira                           |
| Jefferson Goulart    | Amin Hayalla Filho (Aminzinho)             |                                         |
| Anna Luiza Anillo    | Kelly Correa de Oliveira                   | Michele Bulos como Dulcinha             |
| Diego Kropotoff      | Ernesto Ramires de Oliveira Jr. (Nequinho) | Carlos Poyart                           |

## Participações especiais
| Intérprete          | Personagem                              | Interpretado na versão de 1977 por        |
| ------------------- | --------------------------------------- | ----------------------------------------- |
| Daniel Filho        | Salomão Hayalla                         | Dionísio Azevedo                          |
| Juliana Paes        | Nina Moraes                             |                                           |
| Márcio Garcia       | José Luiz Fonseca                       |                                           |
| Bianca Comparato    | Maria Alice                             |                                           |
| Jairo Mattos        | Jorge                                   |                                           |
| Yaçanã Martins      | Eva                                     |                                           |
| Murilo Grossi       | Dr. Ferraz                              |                                           |
| Sérgio Mamberti     | Padre Laurindo                          | Nestor de Montemar                        |
| Tânia Boscoli       | Madame Cleide                           |                                           |
| Hossen Minussi      | Zé                                      |                                           |
| Anja Bittencourt    | Alice                                   |                                           |
| Babu Santana        | Jaé                                     |                                           |
| Elisa Pinheiro      | Louise                                  |                                           |
| Cláudia Borioni     | Dra. Cláudia                            | Angelito Mello como Dr. Tiago             |
| Dani Bananinha      | Veruska                                 |                                           |
| Gillray Coutinho    | Valdir                                  |                                           |
| Guilherme Lopes     | Delegado Leônidas                       | Newton Martins como Delegado Décio Loyola |
| Jitman Vibranovski  | Dr. Thomás                              |                                           |
| Júlio Levy          | juiz do casamento de Herculano e Amanda |                                           |
| Eduardo Melo        | Alan (adolescente)                      | Luiz Carlos Niño                          |
| Chico Melo          | Carcereiro de Neco                      |                                           |
| Alethea Novaes      | Shayene                                 |                                           |
| Alexandre Barbalho  | Odilon Neves                            |                                           |
| Cláudia Tisato      | Sheila                                  |                                           |
| David Y. W. Pond    | Sr. Zhang                               |                                           |
| Paulo Ascenção      | Ademir                                  |                                           |
| Gerson Lobo         | Pouca Sombra                            |                                           |
| Guilherme Guaral    | Valdemir                                |                                           |
| Henrique Taxman     | legista                                 |                                           |
| Jana Palma          | policial                                |                                           |
| Marcello Gonçalves  | bandido que sequestra Lili              |                                           |
| Mário José Paz      | Ruben                                   |                                           |
| Paulo Hamilton      | Leleco                                  |                                           |
| Paulo Vespúcio      | bandido que sequestra Lili              |                                           |
| Otto Jr.            | Dr. Lionel                              |                                           |
| Surama de Castro    | Lenah                                   |                                           |
| Zilda Pereira       | Miranda Mello Assunção                  |                                           |
| Alessandro Anes     | Max                                     |                                           |
| Alexandre Damascena | Jorge                                   |                                           |
| Cláudio Albuquerque | Paco                                    |                                           |
| Lincoln Tornado     | Beto                                    |                                           |
| Marco Vilela        | Adílio                                  |                                           |
| Naíra Martins       | Lenah                                   |                                           |
| Orion Ximenes       | Genival                                 |                                           |
| Márcio Ehlich       |                                         |                                           |